# Cobra-de-capim
A cobra-de-capim é uma espécie sul-americana de serpente não peçonhenta da família dos colubrídeos. Tais répteis medem cerca de 70 cm de comprimento quando adultos, onde 13 a 20% deste tamanho correspondem à cauda. São normalmente avistadas em áreas abertas próximos a cursos de água, como banhados, açudes, arroios e rios, onde costumam se alimentar.
A cobra-d'água, como também é popularmente conhecida, é um animal diurno, cuja atividade ocorre mais de maneira mais intensa durante o início da manhã e no fim da tarde, quando as temperaturas estão menos elevadas. O mesmo se estende ao longo do ano todo, quando os registros são mais elevados durante os meses de novembro a janeiro. Costumam viver em ambientes onde a temperatura fique entre os 20 °C e 25 °C e haja abundância de umidade e locais para se esconder, como troncos, folhas e pedras.
De índole pacífica, geralmente foge quando perturbada, ou, quando capturada, utiliza como método de defesa descargas cloacais fétidas para afugentar possíveis predadores.

## Reprodução
O período de reprodução dá início com o acasalamento nos meses entre agosto e novembro e em janeiro. Ovípara, há registros de desovas constituídas por 3 a 9 ovos, em média três meses depois do cópula, frequente entre os meses entre novembro e fevereiro, e então, aproximadamente dois meses depois, os filhotes nascem entre janeiro e abril.
Apresenta grande variação ontogenética, sendo os filhotes sempre muito manchados e de fundo claro, com colar nucal preto.
A identificação das fêmeas também é fácil quando se trata de indivíduos adultos, pois elas geralmente atingem um tamanho corporal maior do que os machos.

## Alimentação
A dieta da espécie consiste principalmente de anuros, tanto os adultos quanto ovas e larvas (girinos), mas consome também peixes.

## Sub-espécies
A espécie possui uma ampla distribuição geográfica, havendo ocorrência do leste dos andes até quase toda a América do Sul. É comum também apresentar uma grande variação de colorido ao longo dessa distribuição, sendo reconhecidas atualmente quatro subespécies:
- Erythrolamprus poecilogyrus poecilogyrus
- Erythrolamprus poecilogyrus reticulatus
- Erythrolamprus poecilogyrus schotti
- Erythrolamprus poecilogyrus sublineatus